# Dellnhausen
Dellnhausen (bairisch Dellnhaun) ist ein Gemeindeteil des Marktes Au in der Hallertau in Oberbayern. Das Dorf liegt an der Abens in der Hallertau und hat rund 100 Einwohner. Es ist durch seine Volksmusikszene überregional bekannt.

## Geschichte
Tellinhusir wurde erstmals im Jahr 826 urkundlich erwähnt. Dellnhausen gehörte zur früheren Gemeinde Abens, die am  1. Mai 1978 in den Markt Au in der Hallertau eingegliedert wurde.

## Wirtschaft und Infrastruktur
Der typische ländliche Charakter zeigt sich vor allem durch die zahlreichen umliegenden Hopfengärten im tertiären Hügelland.

## Kultur
Die „Gesangsgruppe Eberwein“ aus Dellnhausen von Josef Eberwein war bereits in den 1930er Jahren überregional bekannt. Sein Sohn Michael Eberwein gründete 1948 die „Dellnhauser Musikanten“, die bis heute eines der bekanntesten Ensembles klassischer bayerischer Volksmusik sind. Dessen gleichnamiger Sohn hat in den 80er Jahren die Leitung des Ensembles übernommen.
Das nach dem Ort und den Musikanten benannte „Dellnhauser Volksmusikfest“ in Au findet alle zwei Jahre statt.